# 湯沢幸吉郎
湯沢 幸吉郎（ゆざわ こうきちろう、1887年（明治20年）5月2日 - 1963年（昭和38年）4月9日）は、日本の国語学者。

## 略歴・人物
1887年（明治20年）、秋田県広山田村（現・秋田市広面）に農家の三男として生まれる。広山田村立楢山尋常小学校卒。
秋田県立秋田中学校を経て1905年（明治38年）東京高等師範学校国語国文学科に入学、卒業後は富山県立薬学専門学校、東京府立第四高等女学校の教員となるが、府立第四高女に勤めながら東京帝国大学国文学選科に進み、これを修了、1915年（大正4年）文部省嘱託となる。
1933年（昭和8年）東洋大学教授に就任。以後、文部省図書監修官（1942年（昭和17年）就任）、早稲田大学教授（1949年（昭和24年）就任）、上智大学教授（1959年（昭和34年）就任）を歴任した。

## 業績
東京帝大助教授の橋本進吉（1929年には教授に昇任）の助言を受けつつ抄物の語法を体系的に整理し、時間をかけて地味な研究を重ね、1929年（昭和4年）12月、初の室町言語文法書となる『室町時代言語の研究』を発表した。その頃の国語史研究としては、山田孝雄の『奈良朝文法史』『平安朝文法史』『平家物語の語法』などがあり、そのあとを受けて室町以降の語法史的整理を行うことは、湯沢の若い時からの宿志で、友人だった西尾実の話によれば、「大学の研究生時代から口にしていた」という。1956年（昭和31年）には研究題目「近代国語の研究」で学士院賞を受賞している。
とりわけ近世日本語を扱った『徳川時代言語の研究：上方篇』と『江戸言葉の研究』は、網羅的かつ包括的な記述と、広範に及ぶ豊富な実例の提示が散見される。例えば「ら抜き言葉」の文献初出例や、現代日本語では珍しい仮名表記が掲げられている。

## 著作

### 著書

#### 単著
- 『室町時代言語の研究 抄物の語法』大岡山書店、1929年12月。
- 『解説日本文法』大岡山書店、1931年9月。
- 『口語法精説』明治書院〈国語科学講座 6〉、1934年3月。
- 『徳川時代言語の研究 上方篇』刀江書院〈言語誌叢刊 11〉、1936年9月。
  - 『徳川時代言語の研究 上方篇』風間書房、1982年8月。ISBN 9784759901290。
- 『近世篇』刀江書院〈国語史 6〉、1937年3月。
- 『国語学論考』八雲書林、1940年2月。
  - 『国語学論考』勉誠社〈湯沢幸吉郎著作集 2〉、1979年8月。
- 『国語史概説』八木書店、1943年1月。
  - 『国語史概説』勉誠社〈湯沢幸吉郎著作集 1〉、1979年8月。
- 『現代語法の諸問題』日本語教育振興会、1944年6月。
  - 『現代語法の諸問題』勉誠社〈湯沢幸吉郎著作集 3〉、1980年1月。
- 『国文法詳説 口語篇』早稲田大学出版部、1949年6月。
- 『日本言語史』 1巻、法政大学通信教育部、1949年3月。
- 『日本言語史』 2巻、法政大学通信教育部、1949年5月。
- 『日本言語学史』 1巻、法政大学通信教育部、1950年2月。
- 『日本言語学史』 2巻、法政大学通信教育部、1951年8月。
- 『国文法 文語篇』早稲田大学出版部、1950年4月。
- 『現代口語の実相』習文社、1951年9月。
  - 『現代口語の実相』勉誠社〈湯沢幸吉郎著作集 4〉、1980年9月。
- 『中学新文法 口語編』明治書院、1952年5月。
- 『口語法精説』明治書院、1953年9月。
  - 『口語法精説』（復刻版）明治書院、1977年9月。
- 『江戸言葉の研究』明治書院、1954年4月。
- 『文語文法』右文書院、1956年11月。
- 『文語文法詳説』右文書院、1959年11月。
- 『廓言葉の研究』明治書院、1964年4月。
- 『生徒のための文語文法』右文書院、1987年5月。ISBN 9784842187440。

#### 校閲
- 石綿敏雄、近藤豊勝、桜井光昭『中学文法』明治書院、1962年3月。

#### 校訂
- 『雑兵物語 おあむ物語』中村通夫・湯沢幸吉郎校訂、岩波書店〈岩波文庫〉、1943年5月。

#### 共著
- 湯沢幸吉郎、三浦和雄『枕草子の文法』明治書院、1953年9月。
- 湯沢幸吉郎、三浦和雄『枕草子の解釈と文法』明治書院〈解釈文法シリーズ 14〉、1957年11月。
- 湯沢幸吉郎、渡辺正数『口語文法』右文書院、1958年4月。
- 湯沢幸吉郎、本間丸平『中学国語一日一課 高校受験 基礎と応用75日完成』評論社、1960年8月。

#### 共編
- 保科孝一・湯沢幸吉郎編 編『大正漢和字典』育英書院、1922年11月。NDLJP:958759。

### 論文
- 「「ばかり」の、活用語への付き方」『解釈』第1巻第2号、解釈学会、1955年6月、2-3頁、NAID 40000379436。
- 「現代語雑考」『国語研究』第4号、国学院大学国語研究会、1956年4月、NAID 40001288956。
- 「近代国語の研究」『学術月報』第9巻第2号、日本学術振興会、1956年5月、NAID 40000446114。

#### 博士論文
- 「江戸言葉の研究」、関西学院大学、1955年3月10日、NAID 500000491346。